# Anitha Bondestam
Anitha Bondestam (1941) é uma jurista sueca nascida na Polónia que serviu como ministra das Comunicações no Gabinete de Ullsten no período 1978-1979. Ela também ocupou vários cargos oficiais.

## Biografia
Bondestam nasceu na Polónia em 1941. Ela recebeu um diploma de bacharel em direito da Universidade de Uppsala.
Bondestam iniciou a sua carreira como jurista nos tribunais distritais em 1964 e trabalhou em diferentes tribunais até 1974. Foi assessora jurídica do Ministério do Comércio de 1972 a 1973 e do Ministério da Justiça entre 1974 e 1977. Ela foi também chefe de operações do ministério das comunicações em 1977. Depois, serviu como ministra de Estado e ministra das Comunicações de 1978 a 1979. Ela foi presidente do conselho de igualdade de género por dois mandatos.
Depois de deixar a política, Bondestam serviu como administradora de justiça do tribunal de apelação em Gotemburgo entre 1980 e 1992. Depois, ocupou outros cargos no sistema legal.